# Acetobacter aceti
Acetobacter aceti, một vi khuẩn Gram âm di chuyển bằng cách sử dụng tiên mao của chúng, được phát hiện khi Louis Pasteur chứng minh rằng nó là tác nhân chuyển đổi etanol thành axit axetic vào năm 1864. Ngày nay, A. acetiđược công nhận là một loài trong chi Acetobacter, thuộc họ Acetobacteraceae trong lơp Alphaproteobacteria.